# Arcidiocesi di Zamboanga
L'arcidiocesi di Zamboanga (in latino: Archidioecesis Zamboangensis) è una sede metropolitana della Chiesa cattolica nelle Filippine. Nel 2022 contava 763.743 battezzati su 1.137.000 abitanti. È retta dall'arcivescovo Julius Sullan Tonel.

## Territorio
L'arcidiocesi comprende il solo comune di Zamboanga nella provincia filippina di Zamboanga del Sur.
Sede arcivescovile è la città di Zamboanga, dove si trova la cattedrale dell'Immacolata Concezione.
Il territorio si estende su 1.483 km² ed è suddiviso in 27 parrocchie.

### Provincia ecclesiastica
La provincia ecclesiastica di Zamboanga, istituita nel 1958, comprende le seguenti suffraganee:
- la prelatura territoriale di Isabela, eretta il 12 ottobre 1963;
- la diocesi di Ipil, eretta come prelatura territoriale il 24 dicembre 1979 ed elevata al rango di diocesi il 1º maggio 2010.

## Storia
La diocesi di Zamboanga fu eretta il 10 aprile 1910, ricavandone il territorio dalle diocesi di Cebu e di Jaro (oggi entrambe arcidiocesi). Originariamente era suffraganea dell'arcidiocesi di Manila.
Il 20 gennaio 1933 cedette una porzione del suo territorio a vantaggio dell'erezione della diocesi di Cagayan de Oro (oggi arcidiocesi).
Il 28 aprile 1934 entrò a far parte della provincia ecclesiastica dell'arcidiocesi di Cebu.
Il 17 dicembre 1949, l'11 agosto 1950 e il 27 gennaio 1951 cedette altre porzioni di territorio a vantaggio dell'erezione rispettivamente delle prelature territoriali di Davao, di Cotabato e di Ozamiz (oggi tutte arcidiocesi).
Il 29 giugno 1951 divenne suffraganea dell'arcidiocesi di Cagayan de Oro.
Il 19 marzo 1958 la diocesi è stata elevata al rango di arcidiocesi metropolitana con la bolla Quasi mater di papa Pio XII.
Il 6 maggio 1960, con la lettera apostolica Imprimis insignis, papa Giovanni XXIII ha proclamato la Beata Maria Vergine della Colonna (Beata Maria Virgo de Columna) patrona principale dell'arcidiocesi, e San Pio X patrono secondario.
Successivamente la diocesi ha ceduto a più riprese porzioni del suo territorio a vantaggio dell'erezione di nuove circoscrizioni ecclesiastiche e precisamente:
- la prelatura territoriale di Isabela il 12 ottobre 1963;
- la diocesi di Dipolog il 31 luglio 1967;
- la diocesi di Pagadian il 12 novembre 1971;
- la prelatura territoriale di Ipil (oggi diocesi) il 24 dicembre 1979.

## Cronotassi dei vescovi
Si omettono i periodi di sede vacante non superiori ai 2 anni o non storicamente accertati.
- Charles Warren Currier † (25 giugno 1910 - ? dimesso) (vescovo eletto)

- Michael James O'Doherty † (19 giugno 1911 - 6 settembre 1916 nominato arcivescovo di Manila)
- James Paul McCloskey † (5 febbraio 1917 - 8 marzo 1920 nominato vescovo di Jaro)
- José Clos y Pagés, S.I. † (7 maggio 1920 - 2 agosto 1931 deceduto)
- Luis Valdesco Del Rosario, S.I. † (16 marzo 1933 - 12 agosto 1966 ritirato[3])
- Lino Rasdesales Gonzaga † (12 agosto 1966 - 22 agosto 1973 dimesso)
- Francisco Raval Cruces † (22 agosto 1973 - 7 dicembre 1994 ritirato)
- Carmelo Dominador Flores Morelos † (8 dicembre 1994 - 13 novembre 2006 ritirato)
- Romulo Geolina Valles (13 novembre 2006 - 11 febbraio 2012 nominato arcivescovo di Davao)
  - Sede vacante (2012-2014)
- Romulo Tolentino De La Cruz † (15 marzo 2014 - 10 dicembre 2021 deceduto)[4]
- Julius Sullan Tonel, dal 25 aprile 2023

## Statistiche
L'arcidiocesi nel 2022 su una popolazione di 1.137.000 persone contava 763.743 battezzati, corrispondenti al 67,2% del totale.
| anno | popolazione | popolazione | popolazione | presbiteri | presbiteri | presbiteri | presbiteri                | diaconi | religiosi | religiosi | parrocchie |
| anno | battezzati  | totale      | %           | numero     | secolari   | regolari   | battezzati per presbitero | diaconi | uomini    | donne     | parrocchie |
| ---- | ----------- | ----------- | ----------- | ---------- | ---------- | ---------- | ------------------------- | ------- | --------- | --------- | ---------- |
| 1950 | 289.537     | 531.945     | 54,4        | 30         | 9          | 21         | 9.651                     |         | 31        | 22        | 19         |
| 1970 | 679.552     | 887.144     | 76,6        | 77         | 8          | 69         | 8.825                     |         | 73        | 49        | 37         |
| 1980 | 503.000     | 647.000     | 77,7        | 42         | 12         | 30         | 11.976                    |         | 32        | 74        | 28         |
| 1990 | 390.000     | 422.752     | 92,3        | 25         | 25         |            | 15.600                    |         | 10        | 77        | 13         |
| 1999 | 453.283     | 549.722     | 82,5        | 56         | 40         | 16         | 8.094                     |         | 34        | 65        | 23         |
| 2000 | 454.563     | 564.772     | 80,5        | 57         | 41         | 16         | 7.974                     |         | 32        | 66        | 23         |
| 2001 | 456.096     | 600.127     | 76,0        | 63         | 45         | 18         | 7.239                     |         | 34        | 72        | 22         |
| 2002 | 453.825     | 601.794     | 75,4        | 73         | 50         | 23         | 6.216                     |         | 41        | 96        | 23         |
| 2003 | 461.180     | 623.217     | 74,0        | 65         | 49         | 16         | 7.095                     |         | 24        | 107       | 24         |
| 2004 | 474.399     | 645.404     | 73,5        | 64         | 48         | 16         | 7.412                     |         | 22        | 107       | 25         |
| 2010 | 570.000     | 735.000     | 77,6        | 75         | 51         | 24         | 7.600                     |         | 26        | 85        | 25         |
| 2012 | 618.000     | 790.000     | 78,2        | 78         | 57         | 21         | 7.923                     |         | 21        | 75        | 25         |
| 2017 | 698.830     | 970.600     | 72,0        | 74         | 54         | 20         | 9.443                     |         | 20        | 77        | 26         |
| 2020 | 774.800     | 1.068.000   | 72,5        | 79         | 57         | 22         | 9.807                     |         | 22        | 70        | 28         |
| 2022 | 763.743     | 1.137.000   | 67,2        | 78         | 57         | 21         | 9.791                     |         | 21        | 73        | 27         |